# C. Blumhardt Fahrzeugwerke
Die C. Blumhardt Fahrzeugwerke sind ein ehemaliger deutscher Hersteller von Aufliegern, Anhängern und Aufbauten.

## Geschichte

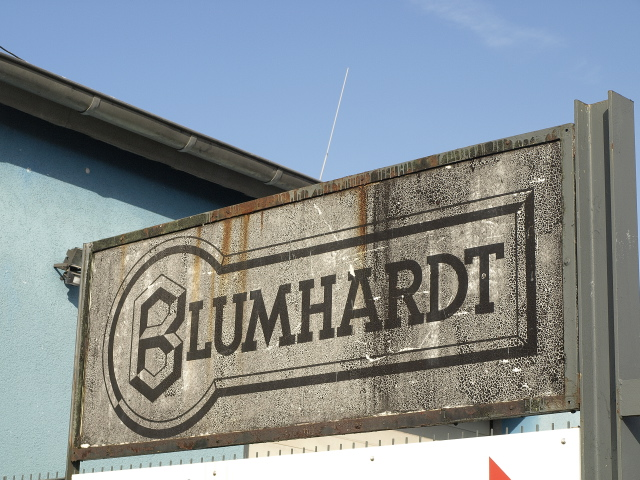
Blumhardt-Schild auf dem ehemaligen Firmengelände in Wuppertal-Vohwinkel

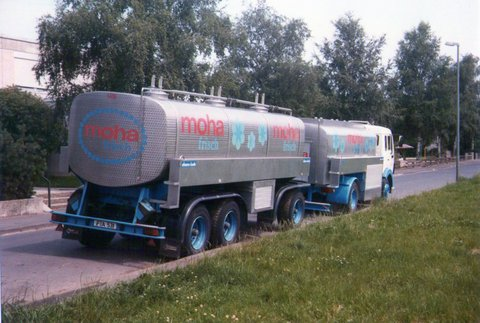
Ahrens & Bode-Milchtankanhänger auf Blumhardt-Fahrgestell

Die C. Blumhardt Fahrzeugwerke entstanden aus einer 1804 bis 1907 im Gut Simonshaus bestehenden Ziegelei. 1868 kaufte der Landwirt Carl Blumhardt, Sohn des Pfarrers Johann Blumhardt, das Gut samt der Ziegelei für 30.000 Taler. Ein Ziegel aus der Produktion von 1870 ist noch heute im ehemaligen Verwaltungsgebäude der Firma im Wuppertaler Stadtteil Vohwinkel sichtbar und gut erhalten. 1870 gründete Carl Blumhardt die Fabrik eiserner Schiebkarren und Handfuhrgeräthe, eigener Erfindung und Construction für alle Gebrauchsarten. Er übergab die Geschäfte schon bald darauf an seinen Bruder Christoph Blumhardt, welcher 1895 den Betrieb an den Elberfelder Unternehmer Wilhelm Muthmann verkaufte.
Die Produktpalette wurde um schienengebundene Transport-, Kessel- und Spezialwagen unterschiedlicher Spurweiten sowie um weitere Hand- und Pferdekarren erweitert. Nach dem Tod des Vaters Friedrich Muthmann (1869–1926) übernahm Günther Muthmann (1903–1985) mit seinem Bruder Wilhelm die Leitung des Unternehmens. Im Lauf der Jahre entwickelten sich die C. Blumhardt Fahrzeugwerke zu einem großen und weltweit exportierenden Fahrzeugbauer mit einer beachtlichen Produktpalette wie z. B. Kippern, Tankwagen, Kühlfahrzeugen, Schwertransportern und landwirtschaftlichen Anhängern. 1970 erwarb das Unternehmen ein Zweigwerk im Erftstädter Stadtteil Liblar.
Mitte der 1980er geriet das Unternehmen, unter anderem auch wegen unbezahlter Lieferungen von Fahrzeugen in Krisengebiete im Nahen Osten, in finanzielle Schwierigkeiten. Nach dem Tod von Günther Muthmann 1985 verkaufte daher seine Familie 50 Prozent des Kapitals, insgesamt 7 Millionen Mark, an den britischen Mitbewerber Craven Tasker Ltd. in Doncaster, die 1993 auch das restliche Kapital übernahm und das Unternehmen als CBV Blumhardt Fahrzeugkontor GmbH & Co. KG weiterführte. In den 1990ern folgte die Insolvenz und die Produktion wurde noch eine Zeit lang von den Banken aufrechterhalten. Am 7. Mai 1996 wurde der Betrieb endgültig geschlossen. Der größte Teil der alten Fabrikationshallen wurde mittlerweile abgerissen, auf dem ehemaligen Firmengelände führt heute die Wilhelm-Muthmann-Straße durch einen Industriepark.

## Trivia
In der ersten Staffel der zwischen 1977 und 1996 entstandenen Fernsehserie Auf Achse fährt Franz Meersdonk, gespielt von Manfred Krug, einen blauen Mercedes-Benz NG 1632 mit einem Auflieger der C. Blumhardt Fahrzeugwerke.
Fahrzeuge von Blumhardt waren die meist eingesetzten Vorbilder für Miniaturmodelle des Spielwarenherstellers Wiking.